# Assodé

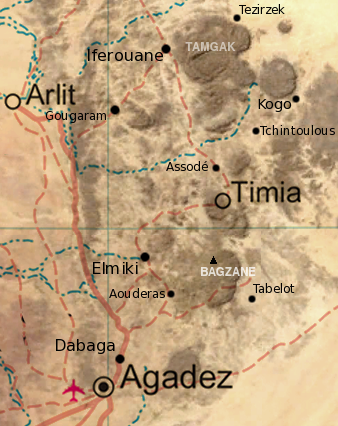
Übersichtskarte

Assodé war eine Stadt im Aïr-Gebirge, im Norden des heutigen Niger, etwa 30 km nordwestlich von Timia und etwa 100 km südöstlich von Iferouane. Die beiden Städte verbindet heute eine Autopiste.
Im 11. Jahrhundert gegründet, war die Stadt lange Handelszentrum der Tuareg und älteste sowie größte Stadt der Aïr-Gebirgsregion. Heute stehen nur noch Ruinen. Sie lag strategisch bedeutsam für Warenlieferungen aus dem Kaouar-Tal (Bilma-Salz, Stoffe für Übergewänder (tekatkat) und Datteln) und dem nördlich anschließenden Maghreb (insbesondere Wollteppiche) sowie dem Songhai-Reich (Gold, Hirse und Sklaven). Ebenso bestanden Handelsbeziehungen zu den Haussa, die auf den Markt Assodés drängten. Die Bedeutung der Gegend als Wirtschaftsregion wird darauf zurückgeführt, dass vor wenigen Hunderten von Jahren das Aïr noch reichhaltig bewässert war und in den Tälern üppige Vegetation stand, die den großen Herden der Bewohner Weidegründe bot. Die Stadt profitierte ab dem 18. Jahrhundert zunehmend vom Transsaharahandel und wurde aufgegeben, nachdem Tuareg-Streitkräfte um ihren Amenokal Ag Mohammed Wau Teguidda Kaocen (1880–1919) (siehe Kaosenaufstand (auch: Kaocen-Aufstand)) 1917 entlassen worden waren, weil der Kaosenaufstand in Agadez gescheitert war.